# Johann Georg Lampert
Johann Georg Lampert (* 1. Dezember 1882 in Götzis; † 17. Dezember 1943 in Hohenems) war ein österreichischer Politiker (CSP), Landwirt und Holzhändler. Er war von 1928 bis 1932 und im Jahr 1934 Abgeordneter zum Vorarlberger Landtag sowie Mitglied des Gemeinderates von Götzis. 

## Ausbildung und Beruf
Lampert besuchte zunächst die Volksschule in seiner Heimatgemeinde Götzis und arbeitete nach dem Abschluss der Pflichtschule im Sägewerkbetrieb seines Vaters mit. Danach wurde er Landwirt. Er wurde 1914 zum Kriegsdienst im Ersten Weltkrieg eingezogen und wurde bis 1916 an der galizischen Front eingesetzt. Nach seiner Rückkehr aus dem Krieg war Lampert beruflich als Landwirt, Holzhändler und Politiker tätig.

## Politik und Funktionen
Als Abgeordneter des Wahlbezirkes Feldkirch vertrat Lampert die Christlichsoziale Partei erstmals zwischen dem 2. April 1928 und dem 21. November 1932 im Vorarlberger Landtag. Er war dabei Mitglied im Rechtsausschuss, aus dem er 1930 austrat, zwischen 1928 und 1929 Mitglied im Energieausschuss und ab 1930 Mitglied im Volkswirtschaftlichen Ausschuss. Am 3. März 1934 rückte er für Lorenz Dür neuerlich als Abgeordneter des Wahlbezirkes Feldkirch in den Landtag nach, dem er in der Folge bis zur Auflösung des Landtags am 13. November 1934 angehörte. Im darauf folgenden Ständischen Landtag, dessen Mitglieder vom Landeshauptmann berufen worden waren Lampert kein Mitglied mehr. Lampert gehörte im Sitzungsjahr 1934 erneut dem Volkswirtschaftlichen Ausschuss an. Lampert engagierte sich neben seiner Tätigkeit im Vorarlberger Landtag auch in der Lokalpolitik, wobei er von 1924 bis 1938 Mitglied des Gemeinderates von Götzis war. Zudem wirkte er in Götzis als Mitglied des Ortsschulrates. Zudem war Lampert Mitbegründer und Mitglied des Obstbauvereins Götzis.

## Privates
Johann Georg Lampert wurde als Sohn des Sägewerksbesitzers Johann Paul Lampert (1849–1910) und dessen Gattin Elisabeth Ellensohn (1842–1923) geboren. Er heiratete am 3. Juli 1911 in Feldkirch die aus Götzis stammende Viktoria Tschegg (1880–1919) und wurde zwischen 1912 und 1917 Vater von zwei Töchtern und einem Sohn. Nach dem frühen Tod seiner Frau heiratete Lampert am 24. November 1919 in Götzis Katharina Lampert (1890–1973), wobei aus seiner zweiten Ehe eine Tochter entsprang, die 1924 geboren wurde.